# Фьорилло, Иньяцио
Инья́цио Фьори́лло (итал. Ignazio Fiorillo; 11 мая 1715 года, Неаполь, королевство Неаполь — июнь 1787 года, Фритцлар, курфюршество Гессен) — итальянский композитор.

## Биография
Иньяцио Фьорилло родился 11 мая 1715 года в Неаполе, в королевстве Неаполь. Музыкальное образование получил в одной из консерваторий Неаполя, где учился у Леонардо Лео и Франческо Дуранте.
Первую оперу «Эгистий» написал в 1733 году, премьера которой состоялась в Триесте. В 1736 году на сцене театра в Венеции была поставлена его опера «Манданэ». После постановки оперы «Изображая завоевателей» в Венеции, Милане и Падуе Иньяцио Фьорилло завоевал признание у коллег и зрителей, как оперный композитор.
В 1745 году совершил несколько турне по странам Европы в составе труппы театра Оперной пантомимы Филиппо Николини. Во время этих гастролей в 1753 году в Брауншвейге у композитора родился сын, будущий композитор Федерико Фьорилло. Старший сын Иньяцио — Иоганн Доминик Фьорилло стал известным художником.
В 1754 Иньяцио Фьорилло навсегда покинул Италию и переехал в Германию. Он получил место капельмейстера, сначала в капелле герцогов Брауншвейга, а в 1772 году в Касселе в капелле ландграфов Гессен-Касселя. Он значительно повысил качество придворной оперы в Касселе. В 1780 году отошёл от дел, вышел на пенсию и поселился во Фритцларе. Ему покровительствовали герцог Карл I Брауншвейг-Вольфенбюттельский и ландграф Фридрих II Гессен-Кассельский.
Иньяцио Фьорилло умер во Фритцларе в июне 1787 года.

## Творческий наследие
Творческое наследие композитора включает 31 оперу, 1 ораторию, духовные и вокальные сочинения. Большая часть написанных им опер создана на либретто Пьетро Метастазио.